# Texas (Australië)
Texas is een dorp in Australië. Het is gelegen in het zuiden van de deelstaat Queensland aan de Dumaresq rivier, tussen de plaatsen Goondiwindi en Tenterfield. Het wordt bestuurd vanuit het nabijgelegen Inglewood. Het dorp kent zo'n 700 inwoners. 
Texas leeft vooral van de landbouw en ook wel van de toeristen die vooral naar de rivier en licht lopende bergen met bossen komen. Ook zijn er aantal plekken zilvermijnen. Texas is ook een van de plekken waar de Australische wijnen worden verbouwd.
Het dorp zelf heeft ook een eigen museum, het Texas museum genoemd.

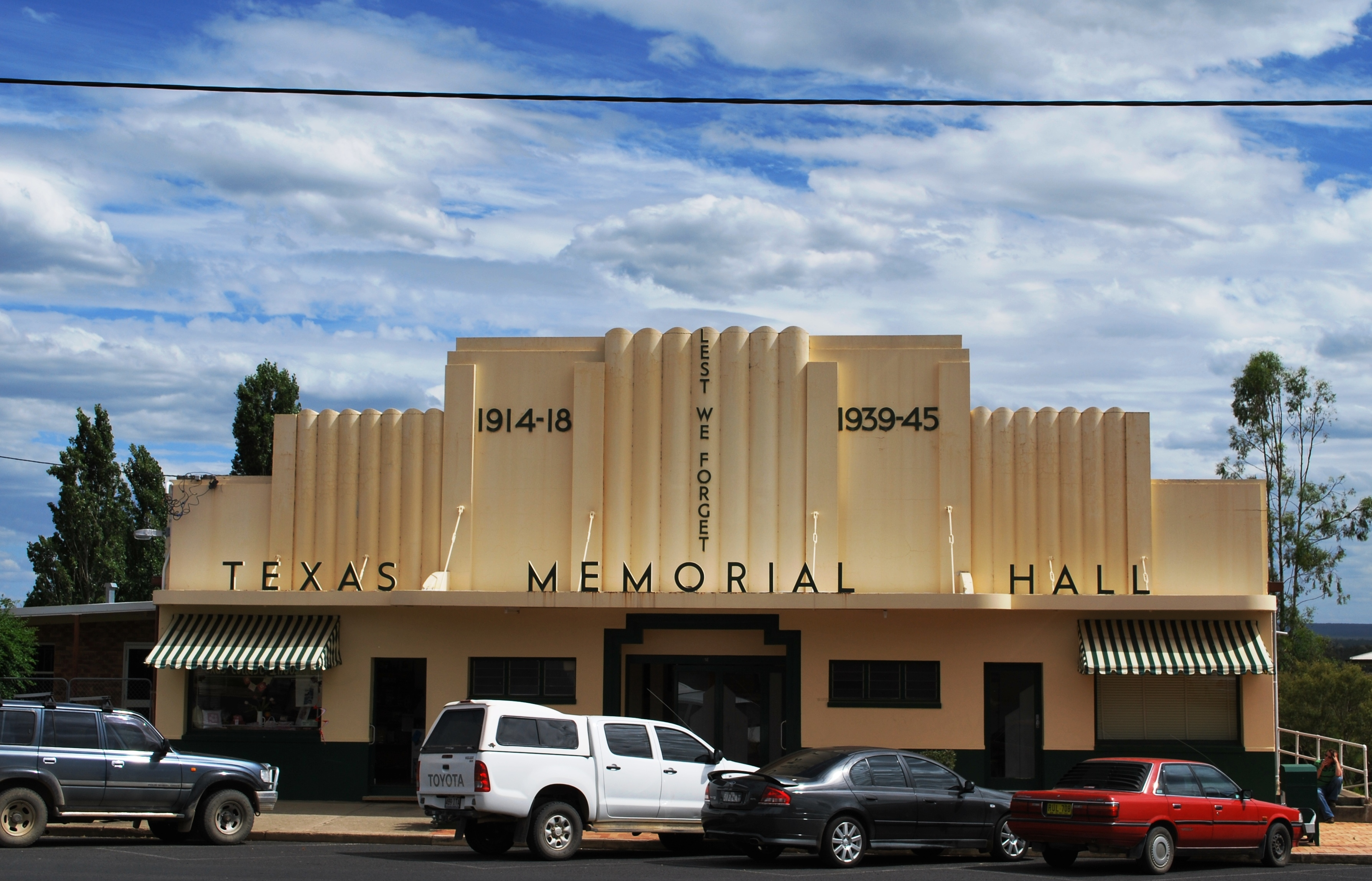
Texas Memorial Hall